# So Tired
So Tired è un singolo del cantante britannico Ozzy Osbourne, pubblicato nel 1983 ed estratto dall'album Bark at the Moon.

## Tracce
- 7"

1. So Tired
2. Bark at the Moon (live)